# سامي الخيبري
سامي الخيبري لاعب كرة قدم سعودي ، يلعب مدافع حالياً في نادي الفيحاء .
لعب مع نادي الاتفاق في الفئات السنية وانظم بعدها إلى نادي الفيحاء .

## روابط خارجية
- سامي الخيبري على موقع Soccerway.com (الإنجليزية)